# Marc Caro
Marc Caro (ur. 2 kwietnia 1956 w Nantes) – francuski reżyser i scenarzysta, znany przede wszystkim ze współpracy reżyserskiej z Jean-Pierre’em Jeunetem, z którym spotkał się na jednym z festiwali filmowych w 1974. Wspólnie z nim nakręcił trzy filmy krótkometrażowe i dwa filmy pełnometrażowe.

## Filmografia
- Bunkier ostatniego strzału (1981) – krótkometrażowy
- Delicatessen (1991) (wraz z Jeunetem)
- Miasto zaginionych dzieci (1995) (wraz z Jeunetem)
- Dante 01 (2008)